# Михеев, Борис Владимирович
Борис Владимирович Михеев (26 декабря 1985, Омск — 4 августа 2022) — российский военнослужащий, полковник Герой Российской Федерации (посмертно, 2022).

## Биография
Родился 26 декабря 1985 года в городе Омск.
Учился в омском лицее № 149.
Учился в Омском кадетском корпусе и Новосибирском высшем военном командном училище.
С 2008 года, по окончании училища, проходил военную службу в Вооружённых силах Российской Федерации в подразделении Центра специального назначения «Сенеж». Впоследствии командир одной из групп специального назначения. Занимался формированием и дальнейшим руководством инструкторской группы ЦСН «Сенеж».
В 2018 году участвовал в боевых действиях в Сирии.
Принимал участие во вторжении России на Украину с 24 февраля 2022 года. Согласно официальным заявлениям Министерства обороны России, 4 августа 2022 года, в ходе одного из боёв, имел задачу срыва наступления превосходящих сил противника. Подразделение выполнило поставленную задачу, сам подполковник Михеев от полученных ран скончался в госпитале.
Похоронен на Новом Кладбище Солнечногорска.

## Награды
- Герой Российской Федерации (9 ноября 2022, посмертно) — за мужество и героизм, проявленные при выполнении боевого задания
- Два Ордена Мужества
- Медаль «За отвагу»
- Медаль Суворова
- Медаль Жукова
- Медаль «За воинскую доблесть» II степени
- Медали «За отличие в военной службе» II, III степени
- Медаль «Участнику военной операции в Сирии»[1]
- Медаль «За службу на страже мира в Южной Осетии»
- Медаль «200 лет Омскому кадетскому корпусу»